# Neolucanus perarmatus
Neolucanus perarmatus is een keversoort uit de familie vliegende herten (Lucanidae). De wetenschappelijke naam van de soort is voor het eerst geldig gepubliceerd in 1925 door Didier.